# Vattenförlossning

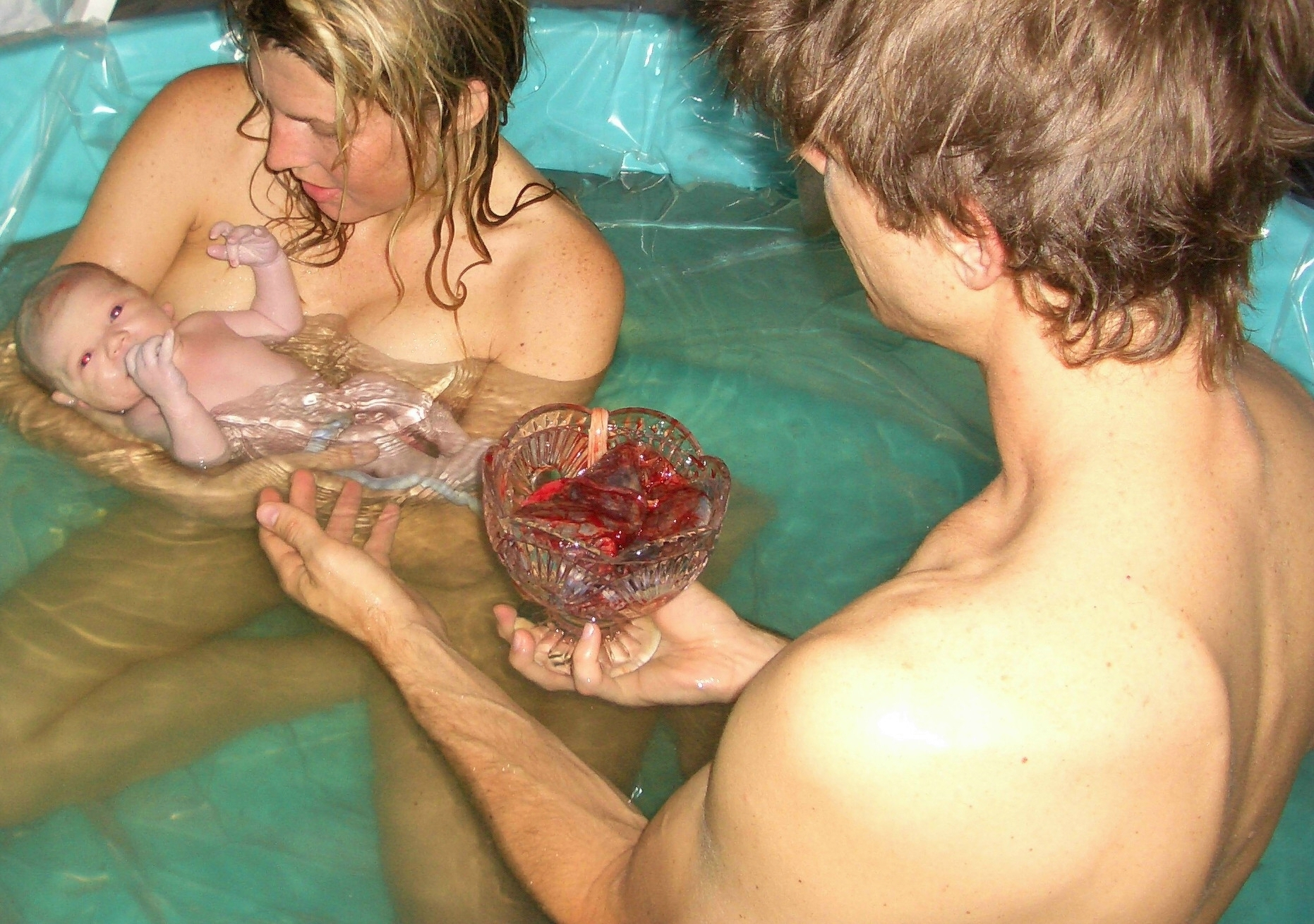
En mor med sitt nyfödda barn som genomgått vattenförlossning.

Vattenförlossning är att föda i vatten och är förmodligen en relativt ny företeelse. År 1803 i Frankrike skedde den första kända förlossningen i vatten, då en kvinna hade extremt lång och svår förlossning men som till sist kunde föda fram barnet när hon låg i en balja fylld med varmt vatten.
Vid mitten av 1900-talet blev en del barnmorskor och läkare i framförallt Ryssland och Frankrike intresserade av olika sätt att hjälpa barn födas att fram med så varsam övergång från livmodern till yttervärlden som möjligt.
Men en del läkare, inklusive den franske förlossningsläkaren Frederic Leboyer, ansåg att barn kunde bli traumatiserade resten av livet på grund av förlossningen.
Efter en period av ökat intresse för vattenfödslar på svenska förlossningskliniker dog 1993 ett barn efter en hemförlossning i vatten, på grund av syrebrist och troligen på grund av barnmorskornas bristande utrustning och kompetens i upplivning. Dock hade barnet inget vatten i lungorna och inga bakterier. Efter denna händelse avrådde Socialstyrelsen tillfälligt från vattenförlossningar. Socialstyrelsen har i dagsläget inga rekommendationer alls angående vattenförlossningar i och med att de anser att de inte har tillräckligt med underlag för att varken rekommendera eller avråda. 2018 kom en ny svensk forskning som visade att vattenförlossningar inverkar positivt på mödrar och barn.

## Förlossningspool
En så kallad förlossningspool verkade hjälpa kvinnor att hantera förlossningssmärtor bättre och dessutom ge det nyfödda barnet en lugnare förlossning och resa från livmodern till moderns famn. Flera läkare och barnmorskor noterade hur barn som föddes i vatten var lugna. De grät mindre än andra barn, verkade dessutom mer avslappnade och ammade bättre.
I slutet av 1900-talet ökade intresset för vattenförlossning i Europa och Kanada. Barnmorskor upplevde ibland ansvaret för att hjälpa kvinnor föda i vatten som jobbigt, men faktum var att de också tyckte det var bra att kunna bistå vid förlossningar som var mer naturliga och avslappnande. 

## Fördelar med vattenförlossning
Fördelarna med att kunna föda i vatten är att det varma vattnet ger stöd och avslappning, vilket kan hjälpa modern igenom förlossningsarbetet. Att ligga i vatten hjälper förmodligen med att gå in i värkarna, så att de är mindre påfrestande för både modern och barnet. Själva avslappningen hjälper modern också att andas lugnt; det minskar risken för kort ytlig andning, vilket gör att man upplever förlossningsvärkarna mer smärtsamma.
Många kvinnor har så bra erfarenhet av att använda bad under förlossningen att de gärna vill göra det igen under nästa förlossning.

## Nackdelar med vattenförlossning
Nackdelarna med att föda i vatten är att infektionsrisken är mycket hög. Under förlossningen tömmer kvinnan ibland tarmen. Detta är helt normalt och avföring tas snabbt undan av barnmorskan. Men det leder till en ökad risk för infektion.
Det kan kännas obehagligt då tarmen töms under förlossningen då barnmorskan måste sila bort avföringen, men detta är något de är vana vid.
Besvikelse över smärtlindrande effekt, man kan kanske inte få uppfattningen att man får den smärtlindring man hade föreställt sig under värkarbetet, då måste man stiga upp för att få ryggbedövning. 
Om ens förlossning blir komplicerad kan det kännas besvärligt att behöva stiga upp, men det är inte lämpligt att ligga kvar i vattnet om:
- Kontroll av barnets hjärtslag påvisar problem
- Förlossningen går väldigt långsamt
- Man börjar blöda under förlossningen
- Ens blodtryck stiger
- Man upptäcker att barnet haft avföring  i fostervattnet
- Vattnet blir mycket smutsigt
- Man känner sig yr eller dåsig

## Slutsats
De flesta vattenförlossningar går bra, men om det uppstår problem kan det ta tid att få upp modern ur vattnet.
Man kan tro att barnet kommer att andas under vattnet men välmående nyfödda barn har en dykarreflex som gör att de instinktivt stänger till luftvägarna, vilket förhindrar inandning av vatten.
Man kan i allmänhet ligga i badkar eller pool under själva värkarbetet, men barnmorskan kan be en stiga upp för att föda fram barnet om hon är obekväm med vattenförlossning. Det finns dock barnmorskor som låter kvinnan föda fram barnet i vattnet. Det varierar även mellan olika sjukhus och förlossningskliniker.